# Wolfgang Kummer (Physiker)
Wolfgang Kummer (* 15. Oktober 1935 in Krems; † 15. Juli 2007 in Wien) war ein österreichischer Physiker.

## Leben
Kummer studierte von 1953 bis 1958 Technische Physik an der Technischen Universität Wien; 1958 machte er seinen Studienabschluss Diplom-Ingenieur der Technischen Physik mit Auszeichnung. 1960 promovierte er mit einer Arbeit aus Theoretischer Physik bei Walter Glaser und Ludwig Flamm (wegen des Ablebens von Glaser im Januar 1960 infolge einer Krebserkrankung vorübergehend aus seiner Emeritierung zurückgekehrt). Schon zuvor hielt Kummer in Vertretung von Glaser ab 1958 die Kursvorlesungen in theoretischer Physik. Er war mit Hilfe von Walter Thirring, der ihm ein Ford-Stipendium ermöglichte, ab 1961 Fellow am Europäischen Kern- und Teilchenforschungszentrums CERN in Genf, wo er als wissenschaftlicher Assistent des damaligen CERN-Direktors Victor Weisskopf arbeitete.
1966 erhielt er einen Ruf als Direktor des Instituts für Hochenergiephysik der Österreichischen Akademie der Wissenschaften ÖAW. 1968 folgte die Berufung als Ordinarius für Theoretische Physik an die TU Wien. 1985–1987 war Kummer Präsident des höchsten Gremiums des CERN, das Council of CERN. Er war Vorstand des Instituts für Theoretische Physik der Technischen Universität Wien von 1995 bis zu seiner Emeritierung 2003.
Wolfgang Kummer war seit 1960 mit Lore Pokorny verheiratet und verstarb im Alter von 72 Jahren. Er wurde am Baumgartner Friedhof (Gruppe 28, Nummer 115A) bestattet.

## Auszeichnungen
- 1971 Korrespondierendes Mitglied der Österreichischen Akademie der Wissenschaften ÖAW
- 1971 Wissenschaftspreis des Landes Niederösterreich
- 1981 Kardinal-Innitzer-Preis
- 1985 Wirkliches Mitglied der Österreichischen Akademie der Wissenschaften ÖAW
- 1988 Erwin-Schrödinger-Preis der Österreichischen Akademie der Wissenschaften ÖAW

## Wirken
Die Forschungsschwerpunkte von Kummer waren Hochenergiephysik, Quantenfeldtheorie, Mathematische Physik und Quantengravitation sowie der Theorie schwarzer Löcher. Er hat mehr als 170 Publikationen veröffentlicht. Seine bekannteste Arbeit aus der Quantenfeldtheorie, „Ghost Free Nonabelian Gauge Theory“, erschien 1975 in den Acta Physica Austriaca. In ihr wird die axiale Eichung untersucht, die frei von den sonst in Eichfeldtheorien auftretenden unphysikalischen Geist-Freiheitsgraden ist. Seine bekannteste Arbeit aus der Quantengravitation, „Dilaton gravity in two-dimensions“, erschien 2002 in Physics Reports. Die von ihm in diesen (und anderen) Arbeiten entwickelten Methoden werden auch heute noch von vielen Forschern im Bereich theoretische Physik verwendet. Es promovierten bei ihm u. a. Manfred Schweda, Anton Rebhan, Maximilian Kreuzer und Daniel Grumiller.
Wolfgang Kummer baute an der Österreichischen Akademie der Wissenschaften die Abteilung Elementarteilchenphysik auf. Von 1979 bis 1991 war er Leiter des interuniversitären Computerzentrums der TU, von 1981 bis 1987 war er Fachgruppenvorsitzenden der Physik. Zudem engagierte er sich in zahlreichen nationalen und internationalen Institutionen. Kummer war österreichischer Vertreter beim CERN Council, dessen Vizepräsident (1980–83) und dessen Präsident (1985–87). Zudem war er Mitglied im FWF-Kuratorium und der ESA. Er hatte Gastprofessuren an der University of Pennsylvania, CERN, Princeton University, Brookhaven National Laboratory BNL und der Universität Cambridge.

## Sonstiges
Am 27. Dezember 1985 erlebte er den Terroranschlag am Flughafen Wien-Schwechat. Wolfgang Kummer, der gerade mit seiner Frau einen kurzen Weihnachtsurlaub antreten wollte. Seine Frau entging dem Anschlag, da sie eine Zeitung kaufen gegangen war, Kummer dagegen erlitt schwere innere Verletzungen von Handgranatsplittern und Schrapnell. Obwohl anfänglich in kritischem Zustand, genas Kummer dank seiner sportlichen Konstitution rasch und nahm bereits nach wenigen Wochen seine Tätigkeit als CERN Council Präsident wieder auf.
Wolfgang Kummer galt nicht nur als ausgezeichneter Skifahrer und Pianist; als ausgebildeter Tenor gab er zusammen mit seinen Genfer Kollegen Volker Soergel und Jack Steinberger Gesangsabende.